# Satélite de alerta precoce

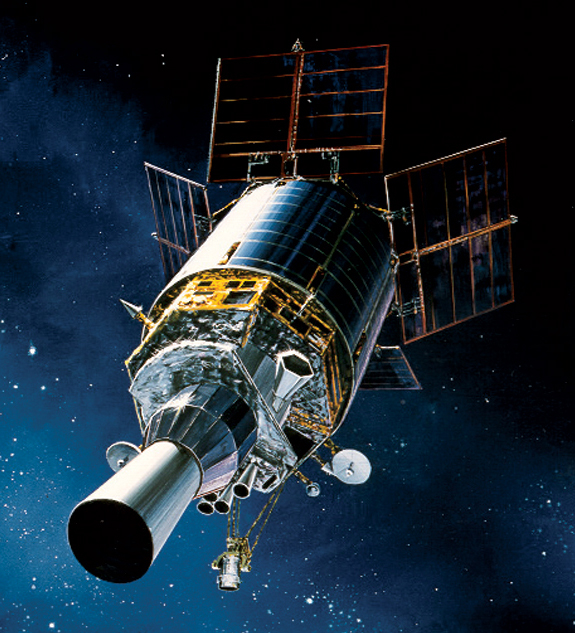
Representação artística de um satélite DSP fase III dos EUA.

Um satélite de alerta antecipado (SAA, em inglês EWS) é um satélite artificial que deteta lançamentos de mísseis balísticos para fornecer um alerta rápido e antecipado de um potencial ataque de mísseis. Exemplos modernos são frequentemente veículos multifuncionais que também auxiliam outras funções de reconhecimento de longa distância.
Os satélites de alerta precoce normalmente utilizam sensores infravermelhos que detetam o calor dos motores dos foguetes. Estes motores produzem enormes quantidades de calor que podem ser facilmente detetadas a longas distâncias, através de nuvens ou fumo. Visto de cima, o sistema emite um alerta assim que o míssil ultrapassa o silo, em comparação com os sistemas de radar, que podem ter dificuldade em detetar alvos relativamente pequenos no solo. Além disso, os detetores de infravermelho são totalmente passivos, o que os torna mais difíceis de bloquear.
Entre os principais sistemas EWS estão o Programa de Apoio à Defesa dos Estados Unidos, a frota Oko da Rússia (originalmente lançada enquanto ainda era URSS ) e o Tongxin Jishu Shiyan da China. A União Europeia avançou com planos para sistemas semelhantes, mas até o momento nenhum sistema totalmente operacional foi implantado.

## Descrição

Exemplo da sequência de disparo do míssil balístico intercontinental Minuteman III a propulsão permite a deteção por um satélite de alerta antecipado durante as fases 2, 3 e 4, correspondentes à operação dos 3 estágios do míssil (A, B e C). Este míssil atinge altitudes entre 100 e 200 km (diagrama sem escala).

Os satélites de alerta precoce funcionam principalmente por meio da deteção de radiação infravermelha. Para a deteção de ICBMs, isto só é possível durante as fases iniciais após um lançamento. O míssil emite uma grande nuvem de exaustão quente à medida que sobe até a altitude desejada. Após este estágio, a deteção do míssil é difícil. Os propulsores são desligados e o míssil separa-se dos estágios anteriores, agora levado ao seu alvo apenas pelo ímpeto.
O míssil — agora sem a exaustão quente atrás dele — torna-se invisível ao satélite de alerta precoce, tornando as primeiras fases relativamente curtas de um ICBM um momento crucial para a deteção. Como a janela de deteção é pequena, múltiplos satélites são necessários para uma cobertura completa da Terra.
Em órbita, os satélites são capazes de detetar o lançamento de um ICBM através da radiação infravermelha de fundo da Terra devido às propriedades específicas de como o vapor de água absorve a radiação infravermelha. Uma vez que o míssil tenha passado pelas camadas inferiores da atmosfera, ricas em água, o espectro infravermelho específico emitido pelo escapamento contrasta com o infravermelho emitido pela superfície da Terra, que deve ser filtrado pelo vapor de água na atmosfera. Após focar a luz em centenas de detetores infravermelhos, o satélite envia a localização do lançamento do míssil de volta à Terra – alertando sobre um potencial ataque de míssil.

## Programas

### Estados Unidos

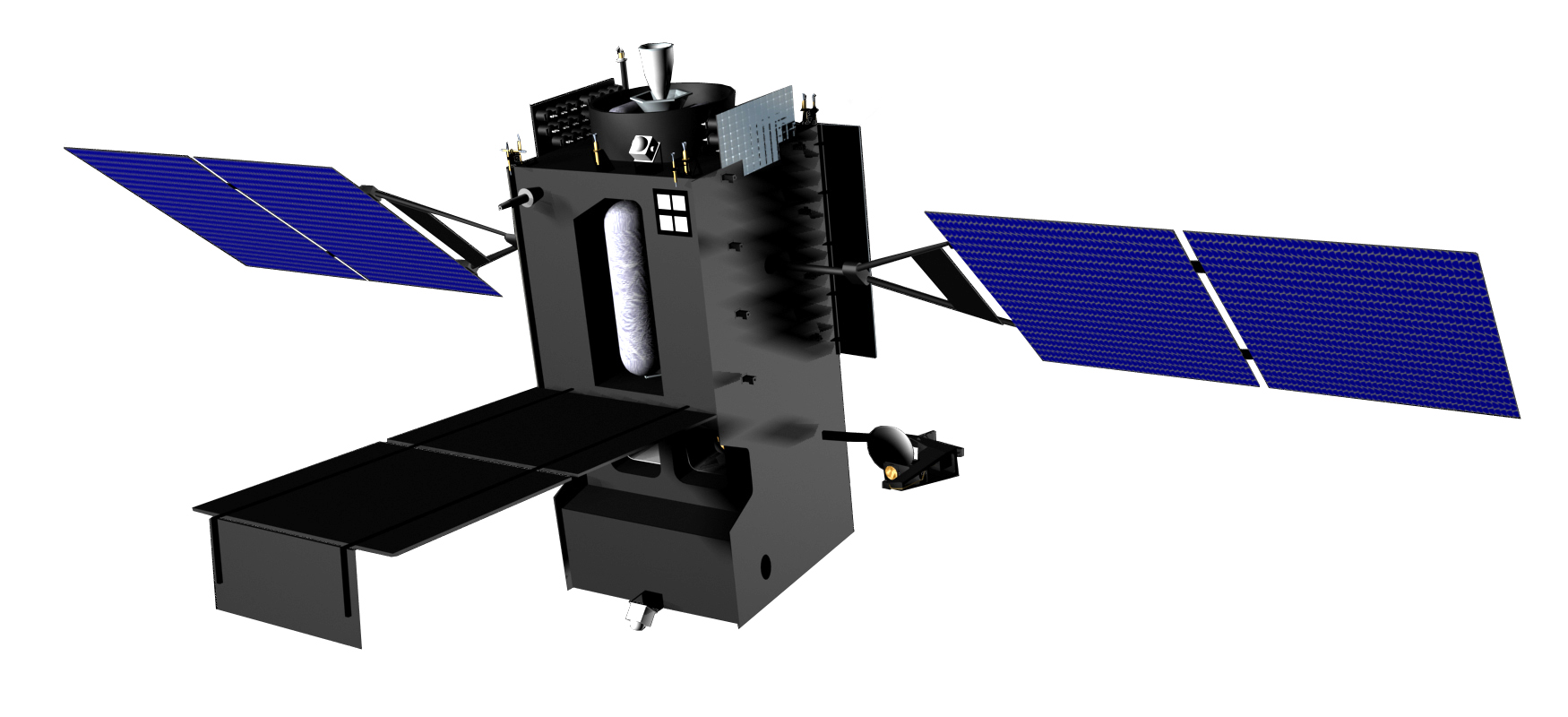
Representação artística de um satélite SBIRS-GEO

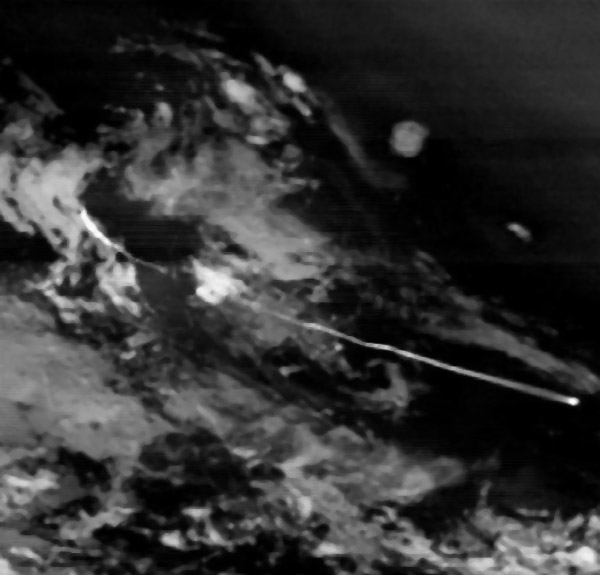
Observação do lançamento de um foguete Delta II por um satélite SBIRS em 2008.

Os Estados Unidos foram o primeiro país a tentar estabelecer um sistema de alerta antecipado baseado no espaço. O objetivo era detetar lançamentos de mísseis balísticos soviéticos e avisar a chegada do míssil com 20 a 33 minutos de antecedência (contra 10 a 25 minutos da rede de radares terrestres BMEWS).
Os satélites MIDAS foram lançados entre 1960 e 1966 e, embora nunca tenham entrado numa fase verdadeiramente operacional, permitiram o desenvolvimento deste tipo de satélite. Satélites DSP em órbita geoestacionária assumiram o controlo no início da década de 1970. Várias gerações de satélites DSP cada vez mais eficientes sucederam-se até 2007.
Desde 2011, os DSPs foram substituídos pelo sistema SBIRS, que inclui satélites dedicados em órbita geoestacionária (SBIRS-GEO) e em órbita baixa da Terra (SBIRS-LEO), bem como sensores a bordo dos satélites Trumpet para uso misto (grampo/alerta) localizados numa órbita Molniya .

### União Soviética e Rússia
Os satélites US-K e US-KS desenvolvidos sob o programa Oko foram a primeira geração de satélites soviéticos de alerta precoce. 86 satélites US-K foram colocados na órbita Molniya entre 1972 e 2010 e 7 satélites US-KS, de design muito semelhante, foram colocados em órbita geoestacionária entre 1975 e 1997, tornando o sistema operacional em 1980.
Em 1983, um erro de projeto no software de bordo dos satélites US-KS levou ao chamado incidente do equinócio de outono, que consistiu num falso alerta de lançamento nuclear após uma confusão entre o calor causado pela reflexão da radiação solar nas nuvens e o liberado pelo lançamento de um míssil nuclear.
Ao contrário dos seus equivalentes americanos, o US-K e o US-KS detectam apenas lançamentos de mísseis balísticos terra-terra, devido à sua eletrónica menos sofisticada. Posteriormente, o US-KS foi substituído pelo US-KMO, capaz de detetar também lançamentos de mísseis balísticos mar-terra. O primeiro deles seria colocado em órbita geoestacionária em 1991.
No início da década de 1990, após cerca de dez anos de operação, a cobertura fornecida por estes satélites era apenas parcial, devido à redução na taxa de lançamento.
Em 2014, os últimos 3 satélites do tipo norte-americano em serviço cessaram as suas atividades. Foram substituídos a partir de 2015 por uma nova geração de satélites: EKS, anteriormente conhecido como Tundra.

### Outros países
Em França, a Direção-Geral do Armamento realizou testes preliminares para o desenvolvimento de um satélite de alerta precoce. Sensores infravermelhos foram testados em dois pequenos satélites experimentais SPIRALE, lançados em 2009. No entanto, não se esperava o lançamento de um satélite operacional antes do final de 2020.
A China opera satélites da série Huoyan-1 no âmbito do programa Tongxin Jishu Shiyan (TJS).